# Galíndez (Adelsgeschlecht)
Das Haus Galíndez ist die Familie der ersten Grafen von Aragón, das sich aus der spanischen Mark Karls des Großen entwickelte. Die Familie starb bereits in der fünften Generation aus und hinterließ Aragón dem König von Navarra aus dem Haus Jiménez.
Die weiteren Herren und dann Könige von Aragón entstammen erst dem Haus Jiménez und später dem Haus Barcelona, also keiner aus Aragón selbst kommenden Familie.

## Stammliste
1. Galindo
  1. Aznar I. Galíndez, † wohl 839, Graf von Aragón, Jaca, Urgell und Cerdaña, um 808 bezeugt, 838 abgesetzt
    1. Centullo Aznárez, um 838 bezeugt
    2. Galindo I. Aznárez, Conde de Aragón, Cerdaña, Pallars, Ribagorza und Urgell 858/867; ⚭ Guldregut
      1. Aznar II. Galíndez, Conde de Aragón 867/893; ⚭ Oneca Infantin von Navarra, Tochter von García Íñiguez, König von Navarra (Haus Jiménez)
        1. Galindo II. Aznárez, Conde de Aragón 893/922; ⚭ I Acibella de Gascogne, Tochter von García II. el Curvo, Herzog von Gascogne, und Aimena de Périgord; ⚭ Sancha Garcés Infantin von Navarra, Tochter von García Jiménez, König von Navarra, Witwe von Iñigo Fortún von Navarra (beide Haus Jiménez)
          1. Urraca Galíndez; ⚭ Sancho I., König von Navarra (Haus Jiménez), † 925
          2. (I) Toda Galíndez; ⚭ Bernardo I. Conde de Ribagorza, † 950/956
          3. (I) Redemptus, Bischof
          4. (I) Mirón
          5. (II) Andregoto, † 972, 922 Condesa de Aragón; ⚭ García I. (III.), König von Navarra, † 970, verstoßen (Haus Jiménez); durch diese Ehe wird die Grafschaft Aragón mit dem Königreich Navarra vereinigt.
          6. (II) Velasquita; ⚭ Iñigo Lopez de Estigi
          7. (unehelich, Mutter unbekannt): Gustincio, Sancho, Velasco, Bauzo und Aznar

        2. García Aznárez
        3. Sancha Aznaréz; ⚭ Muhammad Ali Tawill, König von Huesca

    3. Matrona Aznar; ⚭ García Galíndez, genannt el Malo (der Böse), Conde de Aragón 838/858